# Orchesia fasciata
Orchesia fasciata is een keversoort uit de familie zwamspartelkevers (Melandryidae). De wetenschappelijke naam van de soort werd in 1798 gepubliceerd door Johann Karl Wilhelm Illiger.